# Šurany
Šurany (Hongaars:Nagysurány) is een Slowaakse gemeente in de regio Nitra, en maakt deel uit van het district Nové Zámky.
Šurany telt 10.426 inwoners.